# Municipio de Union (condado de Monroe, Misuri)
El municipio de Union (en inglés: Union Township) es un municipio ubicado en el condado de Monroe en el estado estadounidense de Misuri. En el año 2010 tenía una población de 850 habitantes y una densidad poblacional de 4,76 personas por km².

## Geografía
El municipio de Union se encuentra ubicado en las coordenadas 39°23′49″N 92°13′35″O / 39.39694, -92.22639. Según la Oficina del Censo de los Estados Unidos, el municipio tiene una superficie total de 178.63 km², de la cual 178,19 km² corresponden a tierra firme y (0,25 %) 0,44 km² es agua.

## Demografía
Según el censo de 2010, había 850 personas residiendo en el municipio de Union. La densidad de población era de 4,76 hab./km². De los 850 habitantes, el municipio de Union estaba compuesto por el 98,47 % blancos, el 0,35 % eran amerindios, el 0,35 % eran asiáticos y el 0,82 % eran de una mezcla de razas. Del total de la población el 1,76 % eran hispanos o latinos de cualquier raza.